# Бернский зенненхунд
Бернский зенненхунд (нем. Berner Sennenhund) — порода пастушьих собак, происходящая из швейцарского кантона Берн.

## История породы

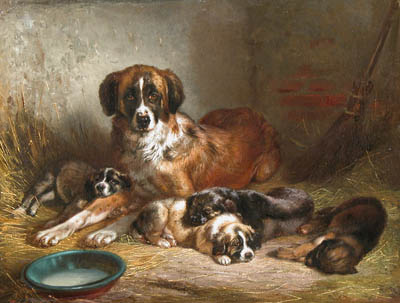
Адам Бенно, Бернский зенненхунд со щенками, 1862 год, холст и масло

Порода сформировалась в Швейцарии вблизи Берна, в основном в Дюрбахе (Dürrbach) и Бургдорфе. Бернский зенненхунд восходит к древнеримской боевой собаке (молоссу легионеров). Использовался Бернский зенненхунд для охраны стад.
После того как в 1902, 1904 и 1907 годах такие собаки были показаны на выставках, некоторые владельцы в 1907 году объединились, чтобы разводить чистопородных собак. Они основали клуб и установили стандарт породы. В 1910 году на выставке было представлено 107 собак. С тех пор порода стала называться бернский зенненхунд (ранее — носила название дюррбехлер) и получила большую популярность в Швейцарии и Германии.
В 1949 году была добавлена кровь ньюфаундлендов.

## Внешний вид
Длинношёрстная, трёхцветная, сильная и подвижная рабочая собака, выше среднего размера, с крепкими лапами, гармоничная и хорошо сбалансированная. Темперамент — уверенная в себе, внимательная, бдительная, бесстрашная в каждодневных ситуациях; добродушная и преданная своему хозяину, и не агрессивная с незнакомыми людьми; умеренного темперамента, послушная.
Рост кобелей в холке — 64—70 см (в идеале: 66—68 см), сук — 58—66 см (в идеале: 60—63 см). Соотношение высоты в холке к длине корпуса примерно 9:10, собака должна выглядеть компактной.

## Темперамент и поведение

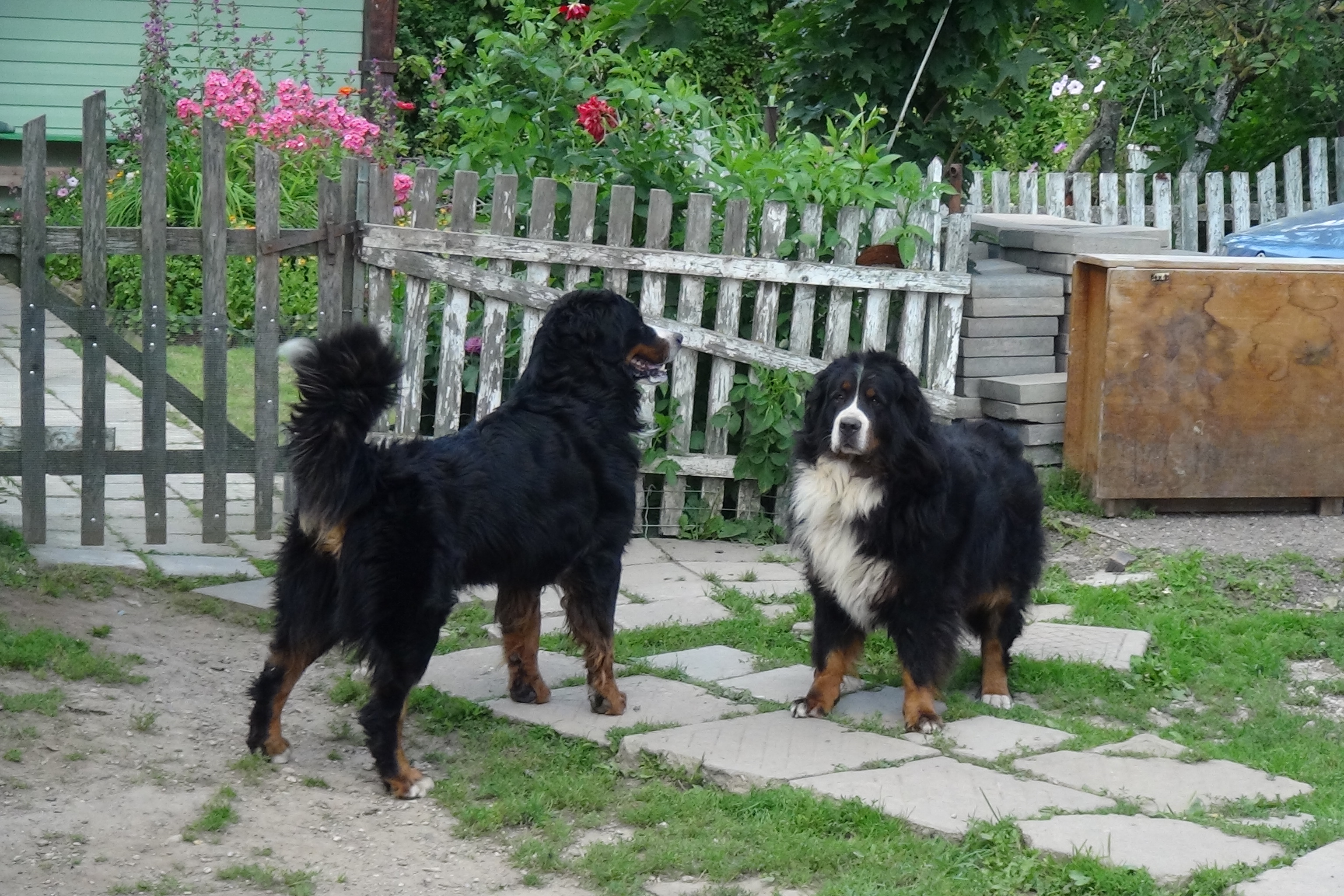
Бернский зенненхунд: кобель (слева) и сука (справа)

Выносливая, уравновешенная, миролюбивая, добродушная и чувствительная собака, с лёгким жизнерадостным и уравновешенным характером. К чужим людям относится настороженно, предана хозяину и будет защищать его и имущество от посягательств, хотя не агрессивна по природе и лает нечасто. Легко поддаётся обучению. При дрессировке следует проявлять настойчивость, но без нажима. Зрелости собаки этой породы достигают к 1,5—2 годам.
Среди всех четырёх пород зенненхундов эта собака самая распространённая, чему в наибольшей степени способствовали его дружелюбная внешность, длинная, косматая шерсть и добродушный нрав.

## Здоровье
Бернские зенненхунды бывают подвержены заболеваниям сердца, глаз, опорно-двигательного аппарата. Самым серьёзным и распространенным генетическим заболеванием в данной породе собак является дисплазия локтевых и тазобедренных суставов. Это полигенное заболевание, система наследования которого до сих пор не до конца изучена. Может передаваться через четырнадцать поколений здоровых собак от больного предка к потомку. Также бывает обусловлено сочетанием генетических факторов и условий выращивания, содержания, кормления животного.
Несмотря на чистопородное разведение, собака очень близка к природному типу. Бернский зенненхунд приспособлен к жизни в разных условиях и обладает хорошим здоровьем.
Средняя продолжительность жизни бернского зенненхунда составляет примерно от 8 до 9 лет. Средняя продолжительность жизни большинства других пород собак схожих размеров составляет от 10 до 11 лет. Согласно исследованию, проведённому в Великобритании в 2004 году, самый долгоживущий бернский зенненхунд прожил 15 лет и два с половиной месяца.